# Linxia
Linxia (临夏市S, Línxià ShìP) è una città-contea della Cina, situata nella provincia del Gansu.